# Mount Wood (Ziemia Palmera)
Mount Wood – szczyt w Latady Mountains w południowo-wschodniej Ziemi Palmera w południowej części Półwyspu Antarktycznego na Antarktydzie, o wysokości około 1230 m n.p.m.
Mount Wood leży na zachód od Gardner Inlet, ok. 24 km na zachód od Mount Austin. Odkryty podczas ekspedycji badawczej Finna Ronne (1899–1980) (ang. Ronne Antarctic Research Expedition (RARE)) w latach 1947–1948. Nazwany na cześć E.A. Wooda, inżyniera RARE. 